# 보스라 전투 (2015년)
보스라 전투는 시리아 내전 기간 동안 시리아 반정부군이 보스라 도시를 점령하기 위해 진행한 일련의 공세이다. 이 전투에서 반정부군이 보스라를 점령하고 승리했다.

## 전개 과정
2015년 3월 21일, 반정부군이 보스라와 주변 지역의 시리아 정부군을 향해 공세를 시작했다.
2015년 3월 24일, 반정부군이 마을로 진군하여 고대 요새 지역에 다수의 정부군을 포위시켰으나 정부군이 반격한 이후 포위망을 벗어났다. 시리아 공군은 이날부터 보스라에 대한 10회의 폭격 작전을 시작하여 폭탄 30배럴 가까이를 투하했다. 또한, 정부군은 부상당한 반군이 치료받던 곳인 마라바 병원에 로켓 공격을 가하여 병원이 붕괴되었다.
2015년 3월 25일, 이슬람주의자로 구성된 자유 시리아군이 보스라 마을 및 유네스코 세계문화유산 유적지를 점령했다고 밝혔다. 친시리아 정부의 발표에 따르면, 오기로 했던 지원병력이 도착하지 않게 되자 마을에서 정부군 및 민병대가 후퇴했다고 밝혔다.

## 여파
3월 29일,글렌 마을에서 보스라 마을에 압류한 무기와 탄약을 분할하는 데 관한 "논쟁" 과정에서 이슬람 무타나 운동과 알-순니 사자 대대 사이 충돌이 벌어졌다. 이 충돌로 군인 2명과 민간인 3명이 사망했다.